# Traditionell handhållen refraktometer

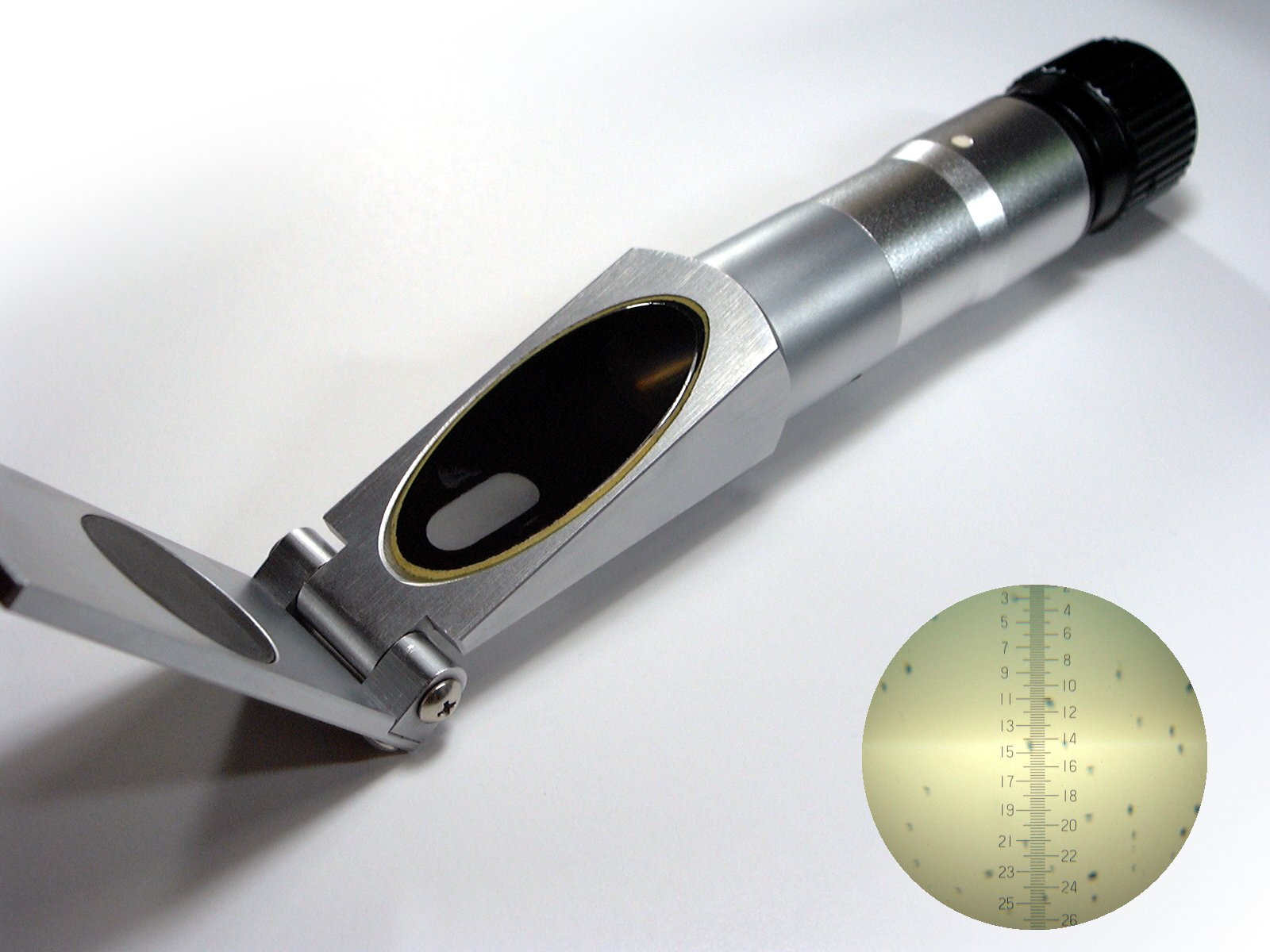
Handhållen refraktometer

En handhållen refraktometer är ett instrument, refraktometer, för mätning av en vätskas brytningsindex. En skugglinje projiceras på en streckplatta inuti instrumentet som sedan kan avläsas av användaren genom okularet.
Vid mätning droppar man ett prov mellan mätprismat och ett täcklock. Ljus som passerar genom skiktet av vätskan som skall mätas tar antingen vägen genom prismat eller reflekteras bort. En skugglinje bildas i det upplysta området. Det är var denna skugglinje placerar sig på streckplattan som avgör mätvärdet. Eftersom mätvärdet är temperaturberoende är det viktigt att använda en automatiskt temperaturkompenserad refraktometer. Denna kompensation görs genom att en bimetall flyttar en lins eller prismat allteftersom hur temperaturen ändras.
En refraktometer av denna typ är ett populärt verktyg bland biodlare för att mäta vattenhalten i honung, och är vanlig för att mäta mustvikt hos druvor vid vinproduktion.
Refraktometrar används även för att mäta kylarvätskans glykolhalt på fordon med vattenkyld förbränningsmotor, och inom industriell skärande bearbetning, som kylvattnet i till exempel en fräsmaskin eller en svarv.